# Верпелет
Верпелет (мађ. Verpelét) град је у Мађарској. Верпелет је један од градова у оквиру жупаније Хевеш.

## Географски положај
Верпелет се налази у источном подножју Матре, у долини реке Тарне.
Околна насеља: Широк са севера, Егерсолат са североистока, Фелдебре са југа, Веч са југозапада, Кишнана са запада и Тарнасентмарија са северозапада. Захваљујући својим далекосежним периферијама у правцу северозапада, чак се граничи и са Речком.

## Историја
Подручје око Верпелета је већ било насељено пре доласка Мађара на ове просторе. Археолози су такође ископали предмете из бронзаног доба, келтске и скитске артефакте.
Његово прво познато документовано помињање датира из 1252. године. У другој половини 13. века био је власништво Леустаса Нађа из породице Аба (1271 † пре 1328), након чије смрти без наследника, Верпелет није прешао у власништво породице Аба. Године 1347. помиње се у документима као Велпрет.
Пошта у Верпелету је отворена 13. октобра 1867. године и била је део Поштанске службе Пешта.
Почетком 20. века округ Хевеш је припадао округу Егер.
Од 22. октобра 1950. године Верпелет је било село са независним већем, касније седиштем заједничког већа са Тарнасентмаријом. 1. маја 1973. године добила је ранг велике општине. Од 1. јануара 1984. неколико година била је општина у предграђу Егера.
Градску титулу је добио 15. јула 2013. године.

## Становништво
2001. године 87% становништва насеља се изјаснило као Мађари, 13% Роми.
Током пописа из 2011. године, 87% становника се изјаснило као Мађари, 16,1% као Роми, 0,6% као Немци и 0,2% као Румуни (12,8% се није изјаснило, због двојног идентитета, укупан број може бити већи од 100%). 
Верска дистрибуција је била следећа: римокатолици 52,6%, реформатори 3%, гркокатолици 0,2%, неденоминациони 15,2% (26,3% се није изјаснило).